# Bartramidula
Genre
Bartramidula est un genre de mousses.

## Liste d'espèces
Selon ITIS :
- Bartramidula wilsonii Bruch et Schimp. in B.S.G.